# استافورن
استاورن (به هلندی: Stavoren) یک منطقهٔ مسکونی در هلند است که در سودوست-فریسلان واقع شده‌است. استاورن ۹۵۰ نفر جمعیت دارد.